# Scrotum
Pour les articles homonymes, voir Bourse.
Le scrotum est un sac de peau et de tissu fibromusculaire situé à la racine du pénis, présent chez la plupart des mammifères terrestres mâles. Constitué de plusieurs enveloppes, il soutient les testicules et les maintient à une température stable. Il appartient à l'appareil reproducteur masculin.
Le terme scrotum peut aussi désigner uniquement la couche de peau des testicules.

## Description

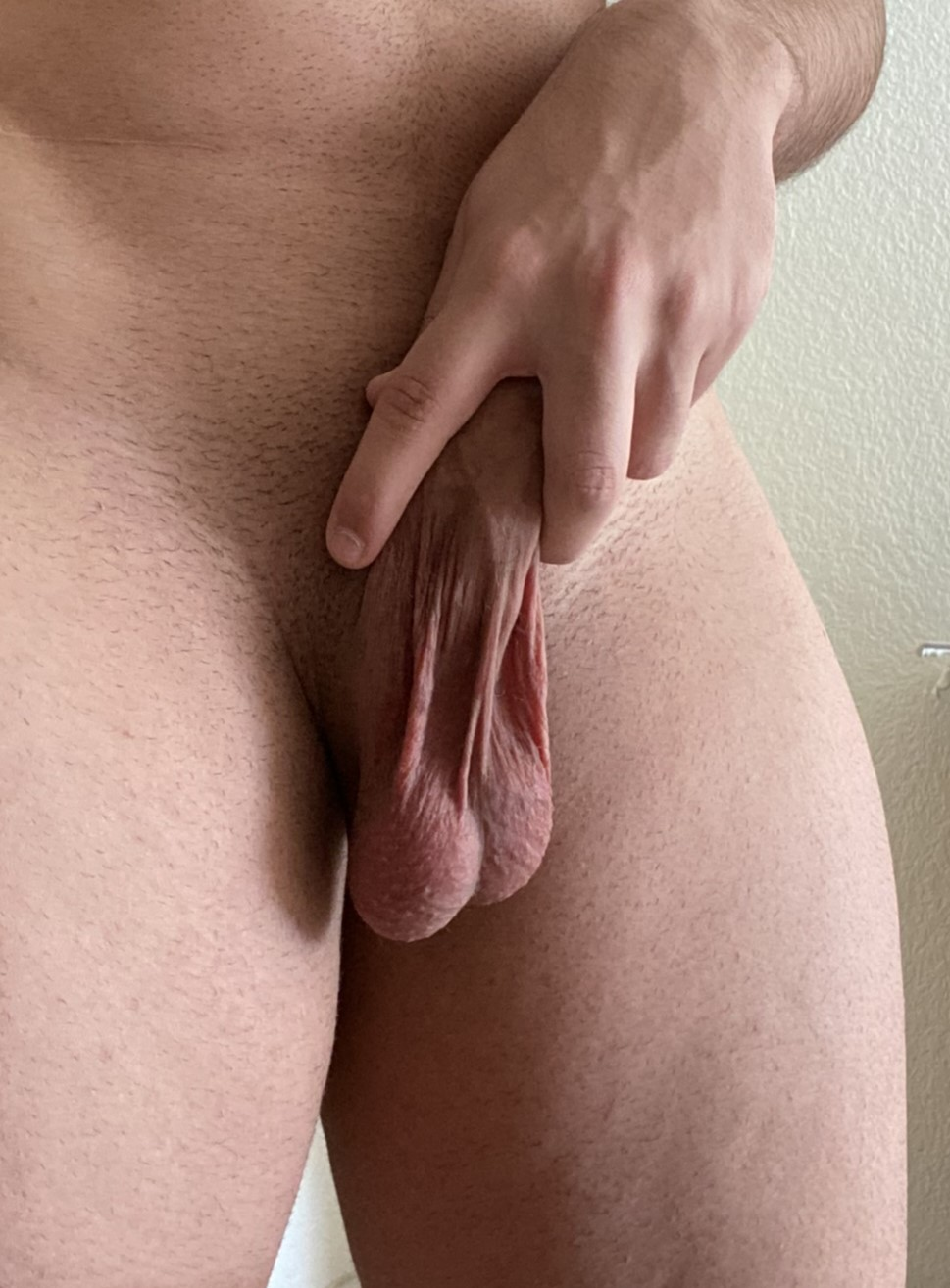
Exemple d'action du muscle crémaster, qui allonge le scrotum pour favoriser la transpiration, et refroidir les testicules.

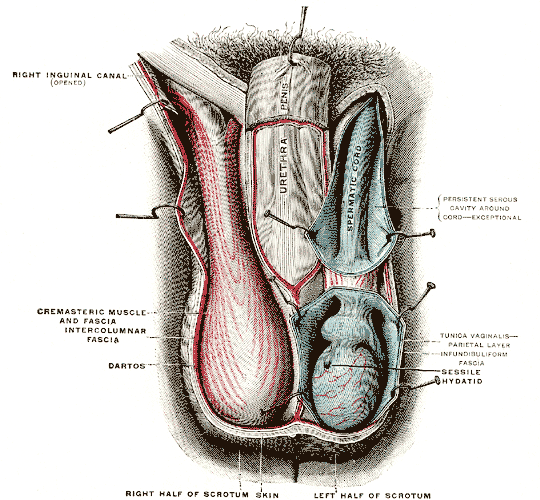
Dissection du scrotum.

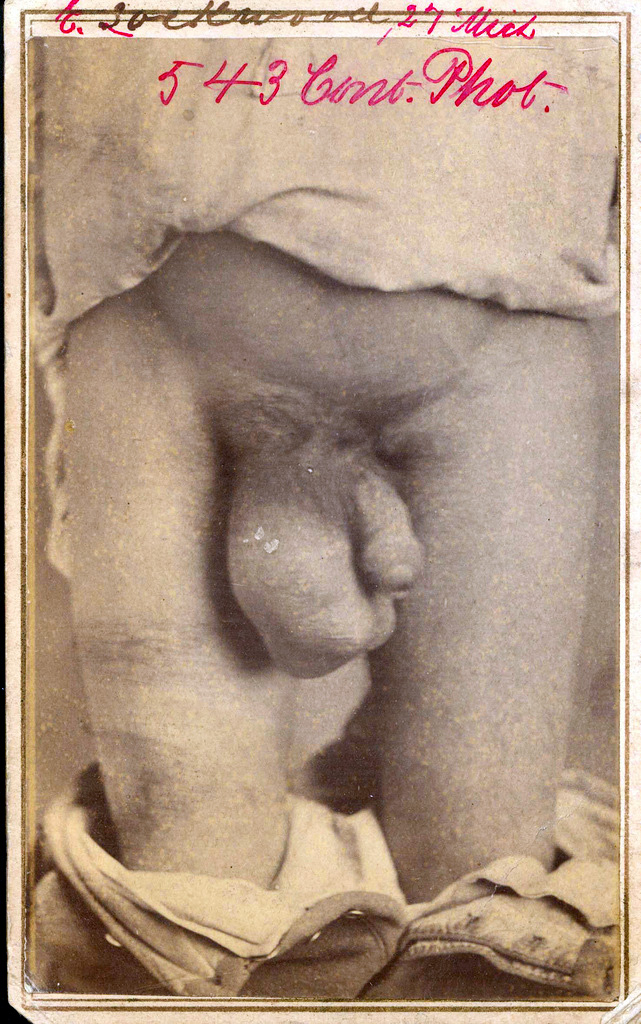
Hernie inguinale droite.

Le scrotum est un sac constitué de peau et de tissu fibromusculaire contenant les testicules et la partie inférieure des cordons spermatiques. Il est situé sous la symphyse pubienne et entre les portions antéro-internes des cuisses.
Le scrotum est constitué de plusieurs enveloppes. Ce sont, de l'extérieur vers l'intérieur, la peau, le muscle dartos, le fascia spermatique externe, le fascia crémastérique et le fascia spermatique interne.

## Pendant lapuberté
Lors de la puberté, les testicules augmentent de volume ce qui fait que le scrotum s’allonge lui aussi, pouvant gagner ainsi plusieurs centimètres.

## Embryologie
Les tubercules labio-scrotaux de l'embryon donnent le scrotum chez le garçon, et les grandes lèvres chez la fille. La fusion des deux tubercules est achevée aux alentours de la onzième semaine, la suture qui en résulte se nomme le raphé du scrotum. Vers le septième ou huitième mois, les testicules descendent dans le scrotum.
Les enveloppes du scrotum correspondent aux différentes couches successives de l’abdomen puisqu’au cours du développement, on observe une migration des testicules depuis la région lombaire jusqu’au scrotum.

## Fonction principale
La fonction principale du scrotum serait de maintenir les testicules à une température légèrement inférieure à celle du corps (34,4 °C chez l’Homme) afin de favoriser la production de spermatozoïdes (spermatogenèse). La régulation thermique s’effectue grâce au mouvement réflexe du muscle crémaster qui, en contractant le scrotum, rapproche les testicules du corps, rétracte le pénis, et épaissit la peau du scrotum lorsqu’il fait froid et inversement lorsqu’il fait plus chaud, favorisant par la transpiration une température interne plus basse.

Lorsque cette fonction de thermorégulation est entravée volontairement, comme dans la pratique de la cryptorchidie artificielle grâce au port d'un sous-vêtement, il est possible de pratiquer la contraception masculine thermique.
La peau du scrotum est d’une nature particulière, présentant plusieurs caractéristiques d’une muqueuse transformée lors de l’embryogenèse ; elle est particulièrement perméable à de nombreuses molécules[réf. nécessaire].

## Pathologie
Le scrotum est particulièrement affecté lors d’une exposition aux gaz de combat de type ypérite ou lewisite.[réf. nécessaire]
Le chirurgien anglais Percivall Pott (1714-1788) avait déjà remarqué que les enfants qui étaient autrefois (pour leur petite taille) employés à ramoner les cheminées étaient beaucoup plus nombreux à développer un cancer du scrotum (cancer peut-être pour partie hormono-dépendant) à l’âge adulte, vers l’âge de 20 ans, ce qui a été un des premiers indices de causes environnementales pour certains cancers.